# Harry Kemelman
Œuvres principales
- La série du rabbin David Small (1965-1996)

Harry Kemelman (Boston, Massachusetts, 24 novembre 1908 - Marblehead, Massachusetts, 15 décembre 1996) est un auteur américain de roman policier et professeur d'anglais.

## Biographie
Après ses études en littérature, complétées à l'Université de Boston, et en philologie à Harvard, Kemelman se consacre à l'enseignement des Lettres dans divers établissements. Pendant la Seconde Guerre mondiale, il travaille dans l'administration militaire. 
Une fois le conflit terminé, il entreprend d'écrire des nouvelles policières mettant en scène Nicky Welt, un professeur d'un collège de Nouvelle-Angleterre, pour l'Ellery Queen's Mystery Magazine. Kemelman nourrit ses récits de sa propre expérience, car il est également retourné à l'enseignement. Il occupe un poste au Boston State College jusqu'à la publication, en 1965, de On soupçonne le rabbin (Friday, the Rabbi Slept Late), texte qui reçoit le Prix Edgar du meilleur premier roman et un grand succès public. Y apparaît le rabbin David Small, qui sera l'enquêteur peu commun d'une série de douze romans policiers qui allient de façon inusitée récit criminel et dogmes du judaïsme. Par ce mariage entre énigme et religion, David Small se pose comme un héritier, bien que d'une autre confession, du Père Brown de G. K. Chesterton.
En 1976, Kemelman obtient 35 000 $ pour l'adaptation télévisuelle du premier roman de la série. Stuart Margolin et Art Carney incarnent respectivement David Small et l'inspecteur-chef Paul Lanigan dans ce film pilote qui devient ensuite la courte série Lanigan's Rabbi, où Bruce Solomon (en) remplace Margolin dans le rôle du rabbin.
Harry Kemelman est mort d'une insuffisance rénale aiguë le 15 décembre 1996.

## Œuvre

### Série «Le Rabbin Small
1. Friday the Rabbi Slept Late (1964)
2. Saturday the Rabbi Went Hungry (1966)
3. Sunday, the Rabbi Stayed Home (1969)
4. Monday The Rabbi Took Off (1972)
5. Tuesday the Rabbi Saw Red (1973)
6. Wednesday the Rabbi Got Wet (1976)
7. Thursday the Rabbi Walked Out (1978)
8. Conversations with Rabbi Small (1981)
9. Someday the Rabbi Will Leave (1985)
10. One Fine Day the Rabbi Bought a Cross (1987)
11. The Day the Rabbi Resigned (1992)
12. That Day the Rabbi Left Town (1996)

### Série «Nicky Welt»
1. The Nine Mile Walk (1947)
2. The Straw Man (1950)
3. The Ten O'Clock Scholar (1952)
4. End Play (1950)
5. Time and Time Again (The Man with Two Watches) (1962)
6. The Whistling Tea Kettle (The Adelphi Bowl) (1963)
7. The Bread and Butter Case (A Winter's Tale) (1962)
8. The Man on the Ladder (1967)

- The Nine Mile Walk (1967), recueil regroupant les nouvelles précédentes.

### Autre ouvrage
- Common Sense in Education (1970)